# Liste der Einträge im National Register of Historic Places im Richland County (North Dakota)

Lage des Richland County in North Dakota

Die Liste der Einträge im National Register of Historic Places im Richland County in North Dakota führt alle Bauwerke und historischen Stätten im Richland County auf, die in das National Register of Historic Places aufgenommen wurden.

## Legende
| NRHP | Historic Place             |
| NHL  | National Historic Landmark |

## Aktuelle Einträge
| [ 2 ] | Name                                      | Bild                                      | Eintragsdatum        | Lage                                                             | Ort         | Beschreibung                                                                               |
| ----- | ----------------------------------------- | ----------------------------------------- | -------------------- | ---------------------------------------------------------------- | ----------- | ------------------------------------------------------------------------------------------ |
| 1     | Adams-Fairview Bonanza Farm               | Adams-Fairview Bonanza Farm               | 1990 ID-Nr. 90001838 | 17170 82 R Street, Southeast 46° 13′ 29″ N, 96° 49′ 1″ W         | Wahpeton    | 1905 errichtete Bonanza-Farm, welche die Industrialisierung der Landwirtschaft einleiteten |
| 2     | Fort Abercrombie                          | Fort Abercrombie                          | 2009 ID-Nr. 08001367 | Richland County Route 4 46° 26′ 40,2″ N, 96° 43′ 7,7″ W          | Abercrombie | 1858 errichtetes erster militärischer US-Stützpunkt im Gebiet des heutigen North Dakota    |
| 3     | Frederick A. and Sophia Bagg Bonanza Farm | Frederick A. and Sophia Bagg Bonanza Farm | 1985 ID-Nr. 85002832 | Abseits des ND 13 46° 15′ 11″ N, 96° 51′ 57″ W                   | Mooreton    | 1915 errichtete Bonanza-Farm                                                               |
| 4     | Leach Public Library                      | Leach Public Library                      | 1990 ID-Nr. 89002303 | 417 2nd Avenue, North 46° 15′ 53″ N, 96° 36′ 22″ W               | Wahpeton    | 1923 errichtete Bibliothek                                                                 |
| 5     | Nelson’s Grocery                          | Nelson’s Grocery                          | 1977 ID-Nr. 77001027 | Main Street Ecke 3rd Street 46° 34′ 28″ N, 96° 48′ 22″ W         | Christine   | 1905 errichtetes Handelshaus                                                               |
| 6     | Post Office                               | Post Office                               | 1977 ID-Nr. 77001027 | Main Street Ecke 3rd Street 46° 34′ 30″ N, 96° 48′ 21″ W         | Christine   | 1895 errichtete Poststation                                                                |
| 7     | Red River Valley University               | Red River Valley University               | 1984 ID-Nr. 84002770 | North 6th Street 46° 16′ 27″ N, 96° 36′ 28″ W                    | Wahpeton    | 1881 errichtetes privates College                                                          |
| 8     | Richland County Courthouse                | Richland County Courthouse                | 1980 ID-Nr. 80002926 | Abseits des ND 13 46° 16′ 3″ N, 96° 36′ 23″ W                    | Wahpeton    | 1912 im Beaux-Arts-Stil errichtetes Justiz- und Verwaltungsgebäude des Richland County     |
| 9     | South Wild Rice Church                    | South Wild Rice Church                    | 1982 ID-Nr. 82001345 | Kreuzung von US 81 und County Road 8 46° 23′ 1″ N, 96° 44′ 11″ W | Galchutt    | 1863 errichtete Kirche norwegischer Einwanderer                                            |
| 10    | St. Alban’s Episcopal Church              |                                           | 1992 ID-Nr. 92001607 | Hammond Avenue Ecke Eastern Avenue 46° 4′ 32″ N, 97° 8′ 43″ W    | Lidgerwood  | 1910 im neugotischen Stil errichtete Kirche                                                |
| 11    | U.S. Post Office-Wahpeton                 | U.S. Post Office-Wahpeton                 | 1989 ID-Nr. 89001759 | 620 Dakota Avenue 46° 15′ 51″ N, 96° 36′ 30″ W                   | Wahpeton    | 1914 errichtete Poststation                                                                |
| 12    | Wahpeton Hospital                         | Wahpeton Hospital                         | 1983 ID-Nr. 83001940 | 720-722 Dakota Avenue 46° 15′ 51″ N, 96° 36′ 38″ W               | Wahpeton    | 1911 errichtetes Klinikgebäude                                                             |